# (15871) 1996 QX1
1996 كيو أكس 1 (ويعرف أيضًا باسم (15871) 1996 كيو أكس 1 وفق تسمية الكوكب الصغير) (بالإنجليزية: 1996 QX1)‏ هو كويكب ضمن حزام الكويكبات؛ وترتيبه 15871 من حيث الاكتشاف.
اكتُشف هذا الجُرم الفلكي بواسطة هيروشي كانيدا في 24 أغسطس 1996.

## وصلات خارجية
- (15871) 1996 QX1 في قاعدة بيانات مختبر الدفع النفاث لأجرام النظام الشمسي الصغيرة

- الاكتشاف · مخطط المدار ·  العناصر المدارية · المعلمات المادية

- (15871) 1996 QX1 على موقع ويكي سكاي: DSS2, SDSS, GALEX, IRAS, Hydrogen α, X-Ray, Astrophoto, Sky Map, Articles and images